# 拉祖里德貝尤什鄉
46°35′N 22°24′E / 46.583°N 22.400°E
拉祖里德貝尤什鄉（羅馬尼亞語：Comuna Lazuri de Beiuș, Bihor），是羅馬尼亞的鄉份，位於該國西北部，由比霍爾縣負責管轄，面積59平方公里，海拔高度221米，2007年人口1,735，人口密度每平方公里29人。